# بانک الانماء
بانک الإنماء (به عربی: مصرف الإنماء) شرکت خدمات مالی و بانکداری در عربستان سعودی است، که در سال ۲۰۰۶ با دارایی خالص‌ ۱۵ میلیارد ریال سعودی تأسیس شد. شعبه مرکزی بانک الإنماء در شهر ریاض قرار دارد و بخشی از سهام آن در بازار بورس اوراق بهادار تداول معامله می‌شود.